# Unicameralismo

Nações com legislaturas bicamerais
Nações com legislaturas unicamerais
Nações sem qualquer legislatura
Nações com legislatura unicameral e órgão consultivo
Sem dados

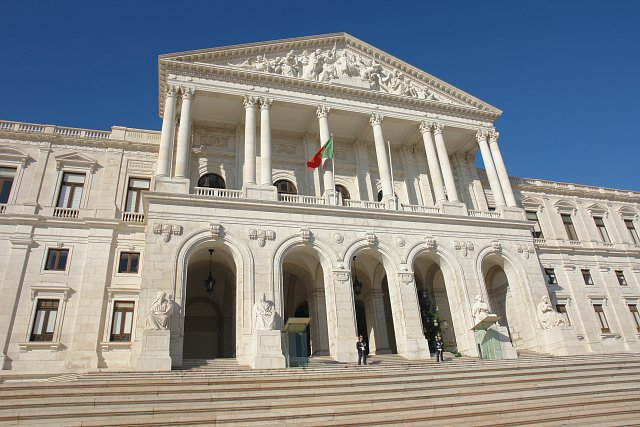
Fachada do Palácio de São Bento, sede do parlamento unicameral português.

Unicameralismo é a prática política em que a legislatura de um país é formada apenas por uma câmara (ou casa).  
Na maioria dos casos, os parlamentos unicamerais ocorrem em países de composição étnica bastante homogênea e estrutura política unitária (centralizada). Países em regimes de ditadura, por exemplo, geralmente são unicamerais.
As principais vantagens apontadas acerca deste sistema são a facilidade de criação e modificação de leis, pela maior simplicidade do processo legislativo que também evita o paradoxo entre as câmaras, e alguns estudos apontam que os custos são menores, mesmo quando a soma entre as Câmaras Baixa e Alta são as mesmas. 
Já as desvantagens são a dominação da maioria e a dificuldade de articulação do poder executivo com o legislativo.

## Países com parlamentos unicamerais
| País       | Legislatura                          | Nome nativo                         |
| ---------- | ------------------------------------ | ----------------------------------- |
| Albânia    | Assembleia da Albânia                | Kuvendi                             |
| Angola     | Assembleia Nacional                  |                                     |
| Arménia    | Assembleia Nacional                  | Azgayin Zhoghov                     |
| Azerbaijão | Assembleia Nacional                  | Milli Majlis                        |
| Benim      | Assembleia Nacional                  |                                     |
| Cabo Verde | Assembleia Nacional                  |                                     |
| China      | Congresso Nacional do Povo           | Quánguó Rénmín Dàibiǎo Dàhuì        |
| Croácia    | Parlamento da Croácia                | Hrvatski Sabor                      |
| Cuba       | Assembleia Nacional do Poder Popular | Asamblea Nacional del Poder Popular |
| Dinamarca  | Parlamento da Dinamarca              | Folketinget                         |
| Equador    | Assembleia Nacional                  | Asamblea Nacional del Ecuador       |
| Finlândia  | Parlamento da Finlândia              | Eduskunta                           |
| Grécia     | Parlamento Helénico                  | Βουλή των Ελλήνων, Vulí ton Ellínon |
| Israel     | Parlamento de Israel                 | כנסת, Knesset                       |
| Noruega    | Parlamento da Noruega                | Stortinget                          |
| Peru       | Congresso da República do Peru       | Congreso de República del Perú      |
| Portugal   | Assembleia da República              |                                     |
| Serra Leoa | Parlamento da Serra Leoa             |                                     |
| Suécia     | Parlamento da Suécia                 | Riksdag                             |
| Vaticano   | Pontifícia Comissão                  | Pontificia Commissione              |
| Venezuela  | Assembleia Nacional                  | Asamblea Nacional de Venezuela      |